# 曲村靳家祠堂
曲村靳家祠堂，位于山西省临汾市曲沃县曲村镇曲村南街路西，建于清代，原先占地30余亩，分为上院、中院和后院，大多在20世纪屡次运动中拆毁，现占地面积1634平方米。2003年曲村扩街时，原有高8米，阔4米的壮观的雕花大门遭拆毁。匾额为“五侯继世”。大门内是精美的元代“旭日东升”砖雕影壁，以及两根高大的旗杆。正殿三间祖先堂，单檐歇山顶，供奉始祖靳尚、歙祖靳歙、强祖靳强三尊高大的铜像，正面墙上是乾隆年间靳家后裔立的祖碑。两侧挂满了靳族先人的神像。两侧各有东西廊坊三间，墙上镶嵌“靳氏大祭时祭纪略碑”十通，高178cm。
1987年8月，曲村靳家祠堂公布为曲沃县文物保护单位。